# Molise
Molise ist eine italienische Region auf der Apenninhalbinsel an der Adria mit einer Fläche von 4438 km² und 289.224 Einwohnern (Stand 31. Dezember 2023). Damit ist es nach dem Aostatal die nach Fläche und Bevölkerungszahl zweitkleinste Region. Hauptstadt ist Campobasso. Die Region besteht aus den Provinzen Campobasso und Isernia. Sie teilt die Geschichte der Nachbarregionen Abruzzen und Apulien. Im Molise finden sich auch ethnische Minderheiten der Arbëresh und Moliseslawen. Beide Minderheiten sind in der Provinz Campobasso zu finden.
Molise ist erst seit 1964 eine eigenständige Region. Davor gehörte sie zu den Abruzzen und bildete gemeinsam mit diesen die Verwaltungseinheit Abruzzen-Molise.

## Wappen
Beschreibung: In Rot ein silberner Schräglinksbalken und ein silberner achtzackiger Stern im rechten Obereck.

## Verwaltungsgliederung

Provinzen des Molise

Zur Region Molise gehören die folgenden beiden Provinzen:
| Provinz    | Hauptstadt | ISO   | Gemeinden | Einwohnerzahl (31. Dezember 2023) | Fläche (km²) | Bevölkerungs- dichte (Einw./km²) |
| ---------- | ---------- | ----- | --------- | --------------------------------- | ------------ | -------------------------------- |
| Campobasso | Campobasso | IT-CB | 84        | 209.988                           | 2.908,80     | 72                               |
| Isernia    | Isernia    | IT-IS | 52        | 79.236                            | 1.528,85     | 52                               |
| Molise     | Campobasso | IT-67 | 136       | 289.224                           | 4.437,65     | 65                               |

### Wichtige Städte und Gemeinden
Folgende sind die größten Städte und Gemeinden in Molise:
| Gemeinde   | Provinz    | Einwohner |
| ---------- | ---------- | --------- |
| Campobasso | Campobasso | 49.262    |
| Termoli    | Campobasso | 33.583    |
| Isernia    | Isernia    | 21.666    |
| Venafro    | Isernia    | 11.209    |
| Bojano     | Campobasso | 8.178     |

## Geographie
Die Landschaft des Molise teilt sich in Alto Molise, welches durch hohe Bergzüge, eine teils unberührte Natur und Bergdörfer geprägt ist, und in Basso Molise, dessen Hügellandschaft sich bis zur Adriaküste von Molise erstreckt.
Molise grenzt im Norden an die Abruzzen, im Osten an Apulien, im Westen an Latium und im Süden an Kampanien. Im Nordosten hat es eine 35 Kilometer lange Sandküste an der Adria, wo sich ein Blick auf die Tremiti-Inseln bieten kann. Die Landschaft von Molise ist zu 55 % von Bergen geprägt. Der übrige Teil des Landes ist von Hügeln bedeckt, die bis zur Adria reichen.
Der 84 km lange Fluss Biferno entspringt in Bojano und mündet zwischen den Orten Termoli und Campomarino in die Adria.
In der Region gab es 2018 mehrere starke Erdbeben (bis zu Magnitude 4,9 (nach Geoforschungszentrum Potsdam)).

## Wirtschaft
Im Jahr 2015 lag das regionale Bruttoinlandsprodukt je Einwohner, ausgedrückt in Kaufkraftstandards, bei 69 % des Durchschnitts der EU-28. Mit einem Wert von 0,867 erreicht Molise Platz 15 unter den 20 Regionen Italiens im Index der menschlichen Entwicklung.
Im Jahr 2017 betrug die Arbeitslosenquote 14,6 % und lag damit über dem landesweiten Durchschnitt.

## Politik
Bei den Parlamentswahlen in Italien 2022 waren die Wähleranteile in Molise für die Abgeordnetenkammer folgende: Movimento 5 Stelle 24,3 %, Fratelli d’Italia 21,4 %, Partito Democratico 18,1 %, Forza Italia 11,4 %, Lega 8,5 %, Azione/Italia Viva 4,8 %, Unione Popolare 1,8 %, Italia Sovrana e Popolare 1,6 %, Più Europa 1,6 %, Noi Moderati 1,6 %, Noi di Centro – Europeisti 1,2 %, Impegno Civico 0,7 %.
Bei der Regionalwahl am 26. Juni 2023 trat der Amtsinhaber, der Präsident des Rates der Region, nicht zur Wiederwahl an. Es gab keinen Machtwechsel: der Mitte-rechts-Kandidat Francesco Roberti (Partei Forza Italia) erhielt 62 % der Stimmen und sein Herausforderer Roberto Gravina (Bürgermeister der Hauptstadt Campobasso, Partei 5S) 36 Prozent.

## Geschichte
In Molise liegt das antike Theater (Teatro Sannitico) von Pietrabbondante. Im Theater werden auch heute noch an Sommerabenden antike Komödien und Tragödien von Dichtern wie Plautus oder Aischylos aufgeführt.
Die Grafschaft Molise (italienisch: Contado di Molise) war ein Bezirk (Justiciarat) im Königreich Sizilien und im Königreich Neapel. Ab 1861 gehörte das Gebiet der Region Abruzzi e Molise zum neugeschaffenen Königreich Italien. Die Grenzen der Region veränderten sich häufig.
Im Jahr 1963 wurde die Provinz Campobasso mit etwas mehr als 300.000 Einwohnern dank einer Übergangsbestimmung der italienischen Verfassung, die es ermöglichte, von den in Artikel 132 festgelegten Beschränkungen wie dem Referendum und der Grenze von einer Million Einwohnern abzuweichen, ohne Referendum aus der bereits bestehenden Region Abruzzi e Molise herausgelöst und als neue Region Molise ausgewiesen, deren Hauptstadt Campobasso wurde. Am 3. März 1970 wurde ein Teil des Gebiets abgetrennt und zur Provinz Isernia mit der Hauptstadt Isernia erhoben. Molise ist somit mit den beiden Provinzen Campobasso und Isernia die 20. und jüngste Region Italiens.